# Chondrohierax uncinatus
El milano picogarfio (Chondrohierax uncinatus), es una especie de ave rapaz de la familia Accipitridae, que también incluye muchas otras rapaces diurnas, como milanos, águilas y aguiluchos. Habita en América, incluyendo la América del Sur tropical, América Central, el Caribe, México, y el Valle del Río Grande de Texas, en los Estados Unidos.
Está estrechamente emparentado con el gavilán caguarero (Chondrohierax wilsonii), que se encuentra en peligro crítico de extinción.